# Suctobelbila approximata
Suctobelbila approximata är en kvalsterart som beskrevs av Balogh 1968. Suctobelbila approximata ingår i släktet Suctobelbila och familjen Suctobelbidae. Inga underarter finns listade i Catalogue of Life.